# Eunidia rondoni
Eunidia rondoni es una especie de escarabajo longicornio del género Eunidia, categorizada en la tribu Eunidiini, de la subfamilia Lamiinae. Fue descrita por Breuning en 1962.

## Descripción
Mide 7 mm de longitud.

## Distribución
Se distribuye por Laos.